# Hilda Dianda
Hilda Dianda (Córdoba, Argentina, 13 d'abril de 1925) és una compositora argentina.
Va estudiar a Buenos Aires amb Honorio Siccardi i a Europa amb Gianfrancesco Malipiero i Hermann Scherchen. El 1958 es traslladà a França i es posà en contacte amb el "Grup d'Investigacions musicals" (dirigit per Pierre Schaeffer). Va ser invitada a la Radiotelevisió Italiana (RAI) per treballar a l'Estudi de Fonologia on va realitzar diverses experiències i investigacions en el camp musical electrònic. Des de 1960 fins a 1962 va participar, com a becària, en els Cursos Internacionals de Nova Música, a Darmstadt, Alemanya. El 1964 va rebre l'homenatge del Govern de la República Italiana amb la "Medalla al Mèrit Cultural", en honor de les seves activitats artístiques i professionals. El 1966 el "San Fernando Valley State College of Northridge California" (Estats Units) la va invitar a treballar en el seu "Laboratori de Música Electrònica". Des de 1967 fins a 1971 va ser professora a "l'Escola d'Arts" de la Universitat Nacional de Córdoba, Argentina. Diverses obres de Hilda Dianda han estat incorporades als programes de diverses universitats i institucions musicals d'Europa i Nord Amèrica com a exponent de l'actual creació musical. Com a musicòloga s'ha dedicat principalment a la música contemporània i ha col·laborat en ràdios i diverses publicacions de l'Argentina i de l'exterior i també ha fet seminaris, cursos i conferències. El 1980, en reconeixement de la seva amplia i internacional trajectòria artística, el Govern de la República Francesa la nomena "Cavaller de l'Orde de les Palmes Acadèmiques".